# Miramar de Guanapalo
Miramar de Guanapalo es un centro poblado de Colombia en el departamento de Casanare, correspondiente al municipio de San Luis de Palenque. Cuenta con una extensión de 5.808,45 Ha, se encuentra a orillas del río Meta y no hay acceso a ella por vía terrestre.